# Eduardo da Costa Macedo
Eduardo da Costa Macedo (Alijó, Favaios, 15 de Novembro de 1859 - Santo Tirso, 20 de Maio de 1916) foi advogado, escritor, poeta, publicista e pensador português.
Eduardo foi um romântico, acreditava no amor, nas capacidades do ser humano e que podia mudar o mundo para melhor. Lutou por um ideal (do latim res publica, "coisa pública") onde há a formação de um governo por um chefe do Estado que é eleito pelos cidadãos ou seus representantes e que tem uma chefia de duração limitada, tornando-se num Republicano, em Portugal.

## Biografia
Nasceu em 1859, em Favaios, na idade escolar foi para casa de um familiar em Vila Nova de Gaia. Em 1879 participa na revista Mocidade . , sob a direcção literária de Augusto Brochado, onde expressa um romantismo dividido entre o positivismo e o socialismo. A 10 de Junho 1880 Eduardo da Costa Macedo recita no Teatro Nacional de S. João, poesias de homenagem nas comemorações do tricentenário de Camões, da sua autoria.
Tendo tido tanto sucesso, voltou a recitá-las novamente, no dia seguinte no antigo Palácio de Cristal. Os elogios foram tão grandes em relação às suas poesias, que no ano seguinte manda publicar na Typografia Occidental, Rua da Fabrica, n.º 86 o seu segundo livro Vozes Longinquas, e nesse mesmo ano 1880 ingressa no curso de direito na Universidade de Coimbra, tendo convencido depois Augusto Pinto Brochado seguir o curso de Direito. Colabora na revista O pantheon (1880-1881).  Em Coimbra , convive com Trindade Coelho e escreve para a revista Panorama Contemporaneo, com os condiscípulos Solano de Abreu, Silva Gaio e Alfredo da Cunha. Deu-se também com o professor do curso Superior de Letras de Lisboa, Manuel Maria de Oliveira Ramos, preceptor do Príncipe Real D. Luís Filipe. No fim do curso assiste ao falecimento do seu amigo Augusto Brochado.
Conclui o seu curso de Direito entre1880 e 1885 conhece a sua futura mulher em V.N.de Gaia, casa-se e vai para Santo Tirso a conselho de um amigo, para abrir um cartório e onde exerce trabalho notarial e como advogacia. A 23 de Dezembro de 1886, num domingo realizaram-se eleições no Club Thyrsense, em que o resultado atribuiu a Presidência da Direcção desta Associação ao Dr. Eduardo da Costa Macedo. A 23 de Junho de 1887, está lavrado em ata que o Ex.mo Sr. Dr. Eduardo da Costa Macedo, Presidente muito digno do Club Thyrsense, propôs aos seus colegas de direcção que se convidassem algumas pessoas competentes para realizar-se naquela casa uma série de conferências. Proposta que foi unanimemente aceite. Em 1889 ingressa na política local, sendo Procurador à Junta Geral do Distrito pelo Partido Progressista. Deu-se com amigos republicanos reconhecidos, como Aurélio Paz dos Reis. Foi provedor da Irmandade e Santa Casa da Misericórdia de Santo Tirso no período de 1893 a 1895. Em 1895 lavra a CARTA, que lhe atribui a Fé Pública, podendo assim ter ajudado a chegar a um acordo com José Luís de Andrade, sobrinho do Conde de S. Bento para a transmissão do seu legado à Santa Casa da Misericórdia de Santo Tirso. No cumprimento do delegado do Conde de S. Bento avançou com o concurso de formação da Escola Agrícola, tendo sido o advogado que lavrou o acordo entre a Santa Casa da Misericórdia e o Estado Português. Em 1897 juntamente com Arnaldo Baptista Coelho declara o seu apoio à candidatura de António Carneiro de Oliveira Pacheco, onde actua como ativista na transição da Monarquia para a I República. Em 1900 nas primeiras eleições em Portugal, lança no Jornal de Santo Thyrso o repto «À urna cidadãos pelo partido do povo!» .
Em Março de 1908, após o regicídio, em Santo Tirso formou-se uma comissão Municipal Republicana, presidida por Eduardo da Costa Macedo, estando nesta associação vários responsáveis políticos pela condução do concelho durante a República, como Francisco Cândido Moreira da Silva, António Óscar de Sousa Carneiro, pe. José Maria da Costa e Sá, António Gonçalves Cerejeira Fontes e muitos outros.
A 1903 assiste ao falecimento da sua querida mulher, Anastácia Cristina Sanches de Azevedo no parto, o que o transtorna muito e lhe tira a inspiração, o sonho e a paixão pela vida, que tantas vezes teve em momentos de inspirações fortes como um verdadeiro romântico. Em 1910 discursa em Santo Tirso na cerimónia oficial da proclamação da República. Retira-se depois da vida política e passa os seus últimos anos dedicado somente à advogacia, falecendo muito cedo ao 57 anos.

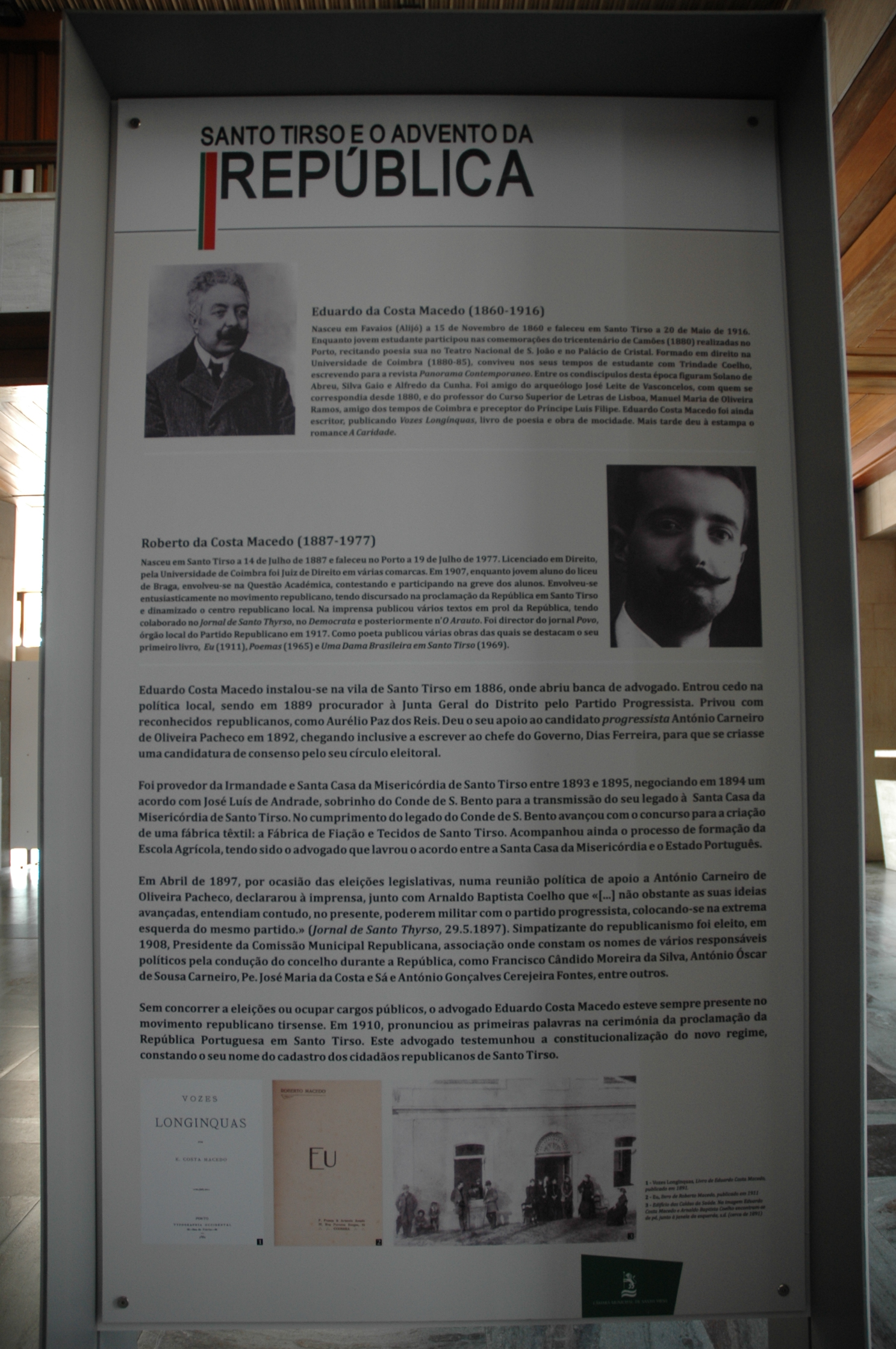
Sto Tirso e o advento da república

Em 2010 a Câmara de Santo Tirso, na comemoração dos 100 anos da República faz-lhe uma homenagem, como também a todos os outros Republicanos Tirsenses.

## Obras
Na sua Obra constam a vários de vários versos, artigos escritos, tendo sido muitos publicados nos semanários Tirsenses. Constam também vários discursos públicos.
- A Caridade (Ensaio Romântico) (Typ. Commercio e Indústria - Porto (1879))[12]
- A Mocidade - Revista Académica Literária Bi-mensal - Porto (1879-1880)
- CAMONEANA ACADÉMICA - Magalhães&Moniz - Editores - 12 - Largo dos Loyos - 14 Porto - (Junho - 1880) [13]
- O PANTHEON - Revista Quinzenal de Ciências e Letras - Porto (1880-1881) [14]
- PROSLOGION / S.to Anselmo[15]
- Vozes longinquas -Livro de poemas-(Typografia Occidental - Porto (1881))[16]
- Revista Panorama Contemporaneo (1881)
- Bouquet de SONETOS (Typ. de António H. Morgado - Porto (1884))[17]
- CARTA (1895) Julho.20 - S.TO THYRSO (manuscrito)[18]
- Carolina Augusta (1912)
- Os Covas (1912)
- Miss Dolly (Typ. Renascença Portuguesa - Porto (1914)) [19]
- A Zagala, (1915)
- O Libertário, (1917)
- A defesa do tutor e cabeça de casal no inventario por óbito do Visconde de Cantim [19]
- Inventários do cartório[20]
- Notas para escrituras diversas[21]